# Wild Canyon
Wild Canyon – podmorski kanion na dnie Oceanu Południowego, położony niedaleko wybrzeży Ziemi Mac Robertsona. Kanion rozpoczyna się na szelfie kontynentalnym i rozciąga się na północny zachód w kierunku otwartego oceanu. Ma około 250 km długości i od 10 (na szelfie kontynentalnym) do 100 (na szerokości geograficznej 64°S) km szerokości. Został nazwany na cześć Franka Wilda, członka Imperialnej Wyprawy Transantarktycznej pod kierownictwem Ernesta Shackletona. Osady zebrane na terenie kanionu służyły do badania procesów sedymentacyjnych zachodzących w wodach Oceanu Południowego.